# تشاد بوستهوموس
تشاد بوستهوموس (بالإنجليزية: Chad Posthumus)‏ مواليد 12 فبراير 1991، هو لاعب كرة سلة كندي. بدأ مسيرته الاحترافية في سنة 2014. لعب في دوري كرة السلة الياباني للمحترفين كلاعب وسط. بلغ طوله 6 قدم 11 بوصة (2.1 م). لعب مع لندن لايتنينج وآيلاند ستورم في دوري كندا الوطني لكرة السلة.